# Oleria derondina
Oleria derondina är en fjärilsart som beskrevs av Richard Haensch 1909. Oleria derondina ingår i släktet Oleria och familjen praktfjärilar. Inga underarter finns listade i Catalogue of Life.